# Trinquet Eusebio
El Trinquet Eusebio és el trinquet de capçalera de Sueca, Ribera Baixa. S'ubica al Carrer Sevilla, num. 10, i és de propietat municipal. Fou inaugurat en 1949, i el dia de partida és divendres. Deu el seu nom a Josep Sanvenancio, conegut com a Eusebio de Riola.
Des de 1995 el seu trinqueter és Adrián Miguel Mascarell, qui també destaca com a cuiner especialitzat en arrossos.